# バーナーディアナ (小惑星)
バーナーディアナ (819 Barnardiana) は、小惑星帯の小惑星である。ドイツの天文学者マックス・ヴォルフがハイデルベルクのケーニッヒシュトゥール天文台で発見した。
アメリカ合衆国の天文学者エドワード・エマーソン・バーナードにちなんで名づけられた。